# Masdevallia herradurae
Masdevallia herradurae là một loài lan bản địa của the Western Cordillera và Central Cordillera of Colombia.

## Hình ảnh

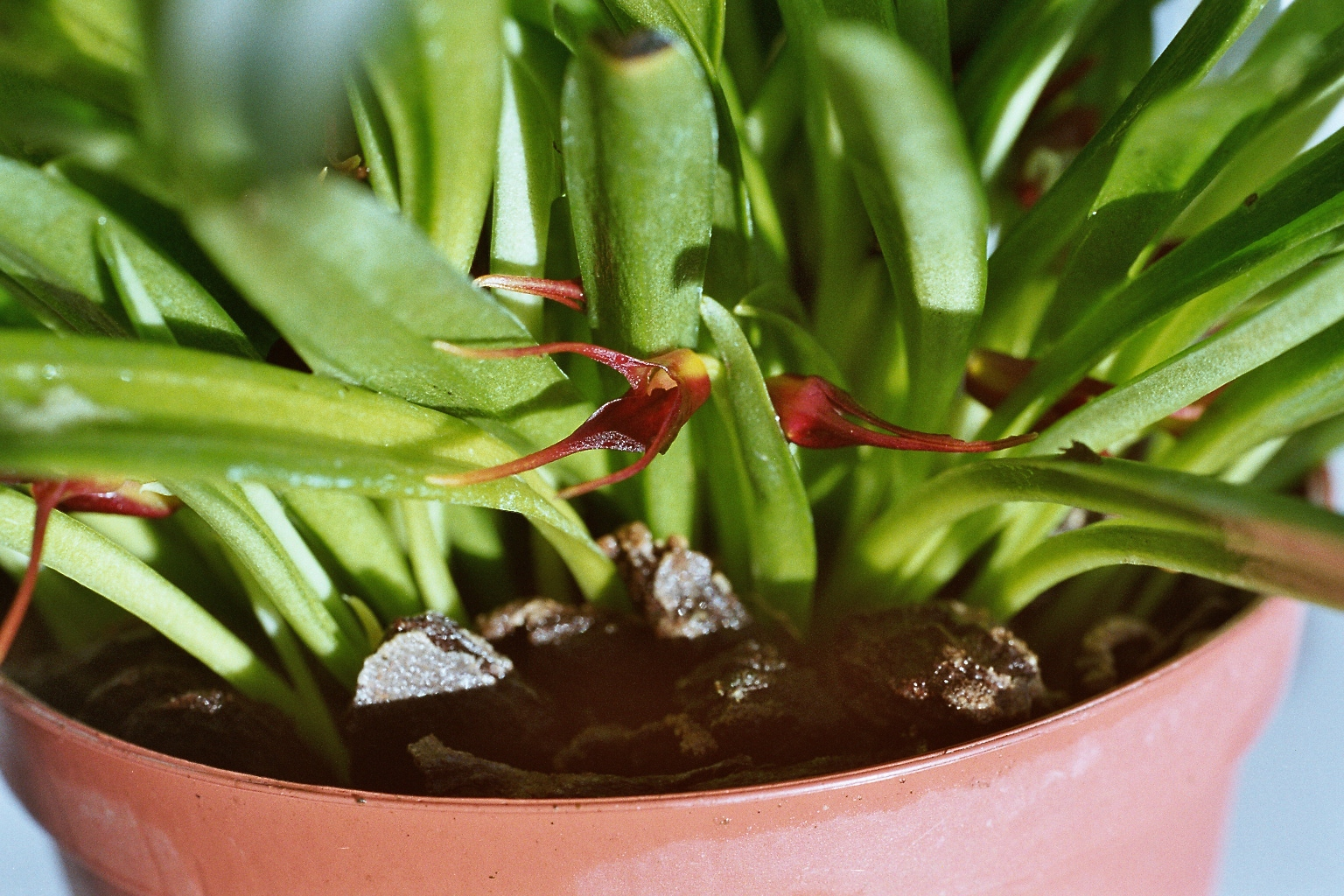
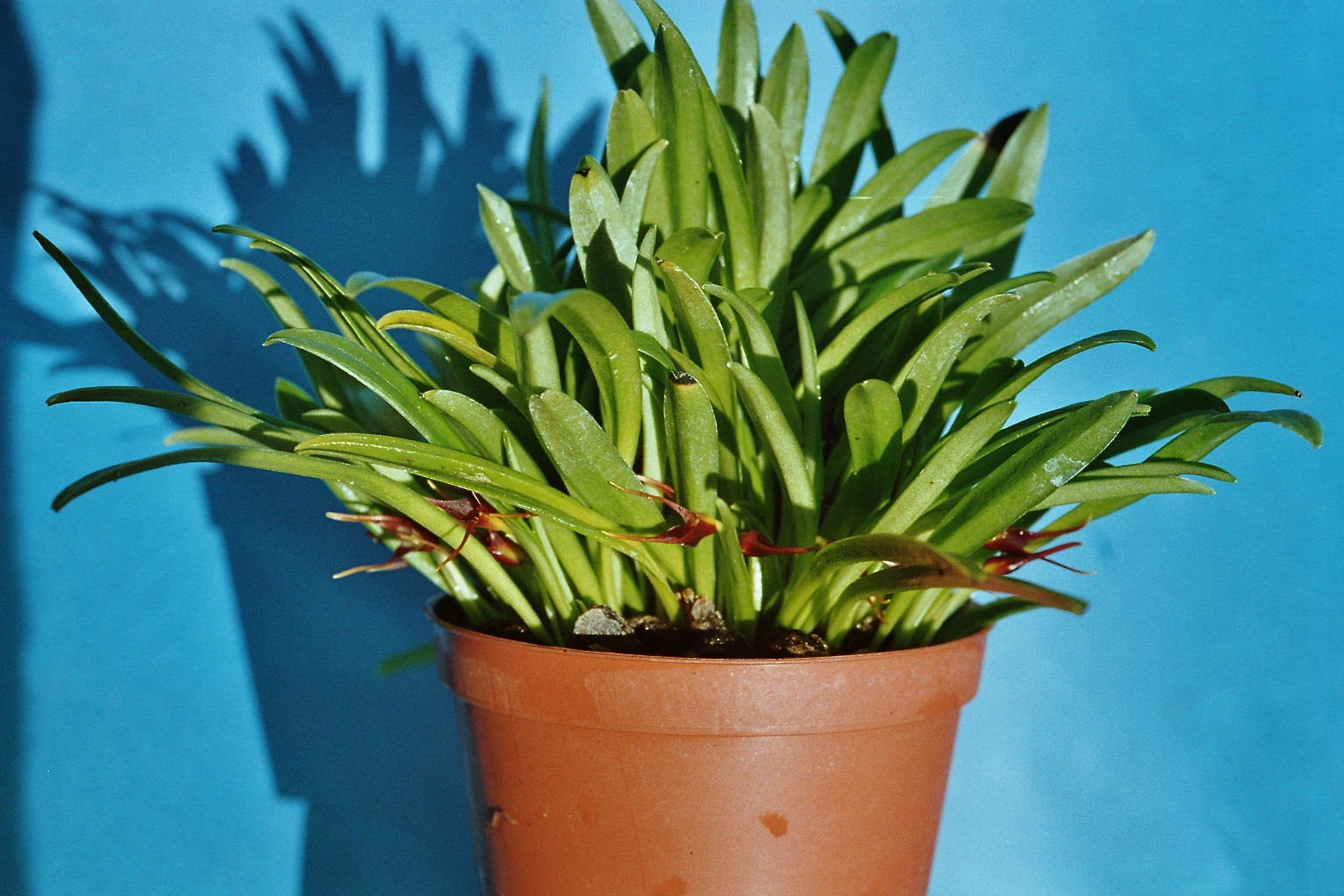
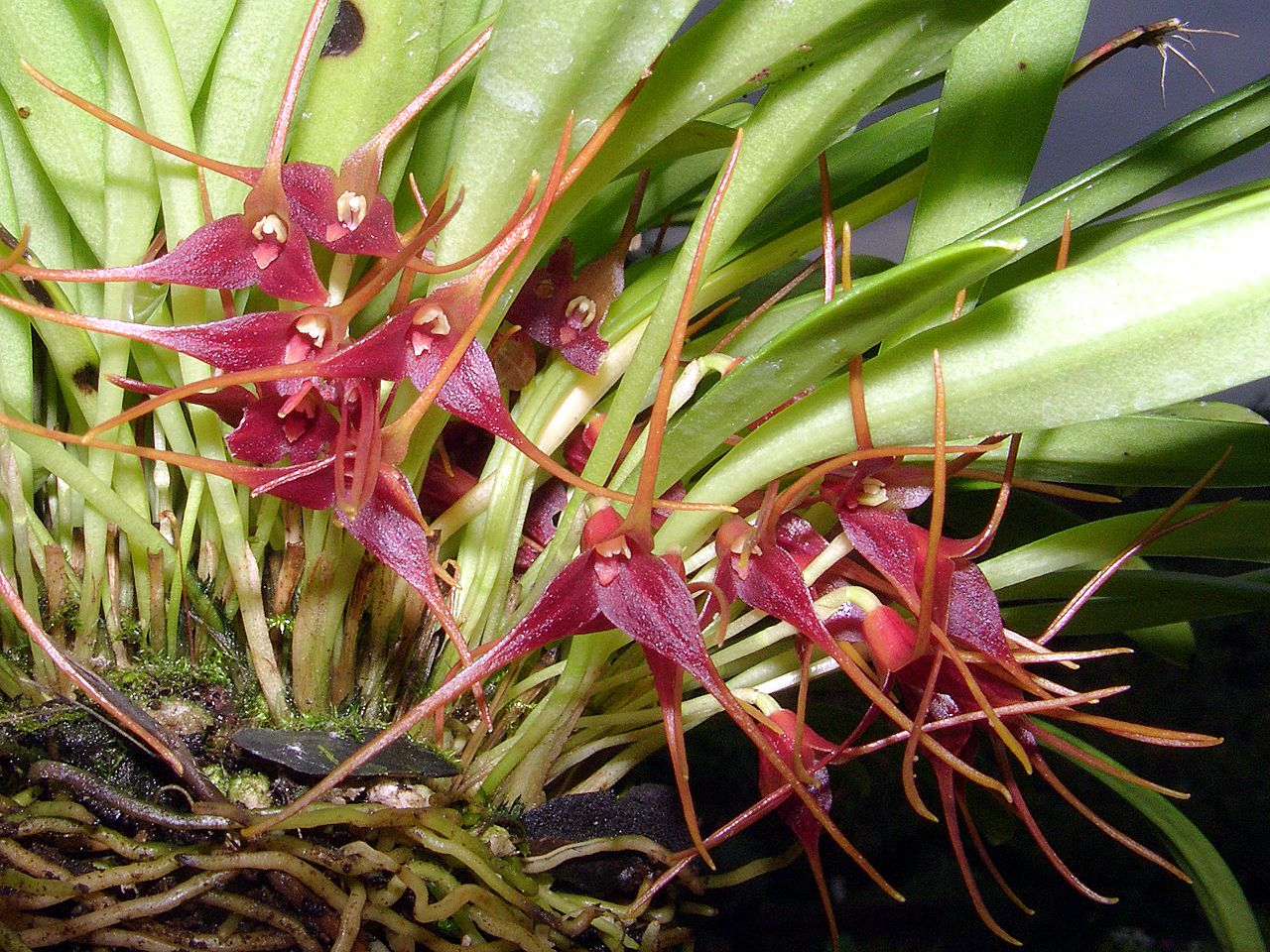